# Antonov Airlines
Antonov Airlines ist der ins Englische übersetzte Name der ukrainischen Fluggesellschaft Авіалінії Антонова mit Sitz in Kiew. Sie ist eine Tochterfirma des staatlichen ukrainischen Rüstungskonzerns Ukroboronprom. Ihr Heimatflughafen und Drehkreuz ist der Flughafen Kiew-Hostomel. Zudem ist sie im Rahmen von SALIS am Flughafen Leipzig/Halle tätig.

## Geschichte
Antonov Airlines wurde 1989 ins Leben gerufen, um mit dem internationalen Logistikunternehmen Air Foyle Heavylift mit Sitz im Vereinigten Königreich zu kooperieren.
Wegen der Zerstörung des Flughafens Gostomel infolge des Russischen Überfalls auf die Ukraine 2022 verlegte Antonov Airlines die Basis vorübergehend an das zweite Drehkreuz, den Flughafen Leipzig/Halle. Zusätzlich wurden dort sechs Antonov An-124 stationiert sowie ein Wartungszentrum eingerichtet, das mit genügend Ersatzteilen bis Ende 2023 ausgestattet ist. Die Geschäftsführung und ein Großteil des Personals arbeiten weiterhin in Kiew.

## Flotte

### Aktuelle Flotte
Mit Stand Februar 2022 besteht die Flotte der Antonov Airlines aus 11 aktiven sowie 9 inaktiven Flugzeugen:
| Flugzeugtyp        | aktiv | inaktiv | bestellt | Anmerkungen                                                                                           |
| ------------------ | ----- | ------- | -------- | --- |
| Antonow An-12BP    |       | 1       |          | |
|                    |       |         |          | |
| Antonow An-24B     |       | 1       |          | |
|                    |       |         |          | |
| Antonow An-70T     |       |         | 1        | |
| Antonow An-72      |       | 1       |          | |
| Antonow An-74      |       | 1       |          | |
| Antonow An-74T     |       | 1       |          | |
| Antonow An-124-100 | 6     | 1       |          | UR-82009 bei Kämpfen um den Flughafen Hostomel beschädigt, UR-82073 im Juli 2025 nach Leipzig verlegt |
| Antonow An-140     | 1     | 1       |          | Eine wird als Prototyp für Antonow betrieben                                                          |
| Antonow An-148     | 2     | 2       |          | Stand: Feb 2018                                                                                       |
| Antonow An-158     | 1     |         |          | |
| Antonow An-178     | 1     |         |          | Antonov Airlines betreibt die einzige gebaute An-178                                                  |
|                    |       |         |          | |
| Gesamt             | 11    | 9       | 1        | |

### Ehemalige Flugzeugtypen

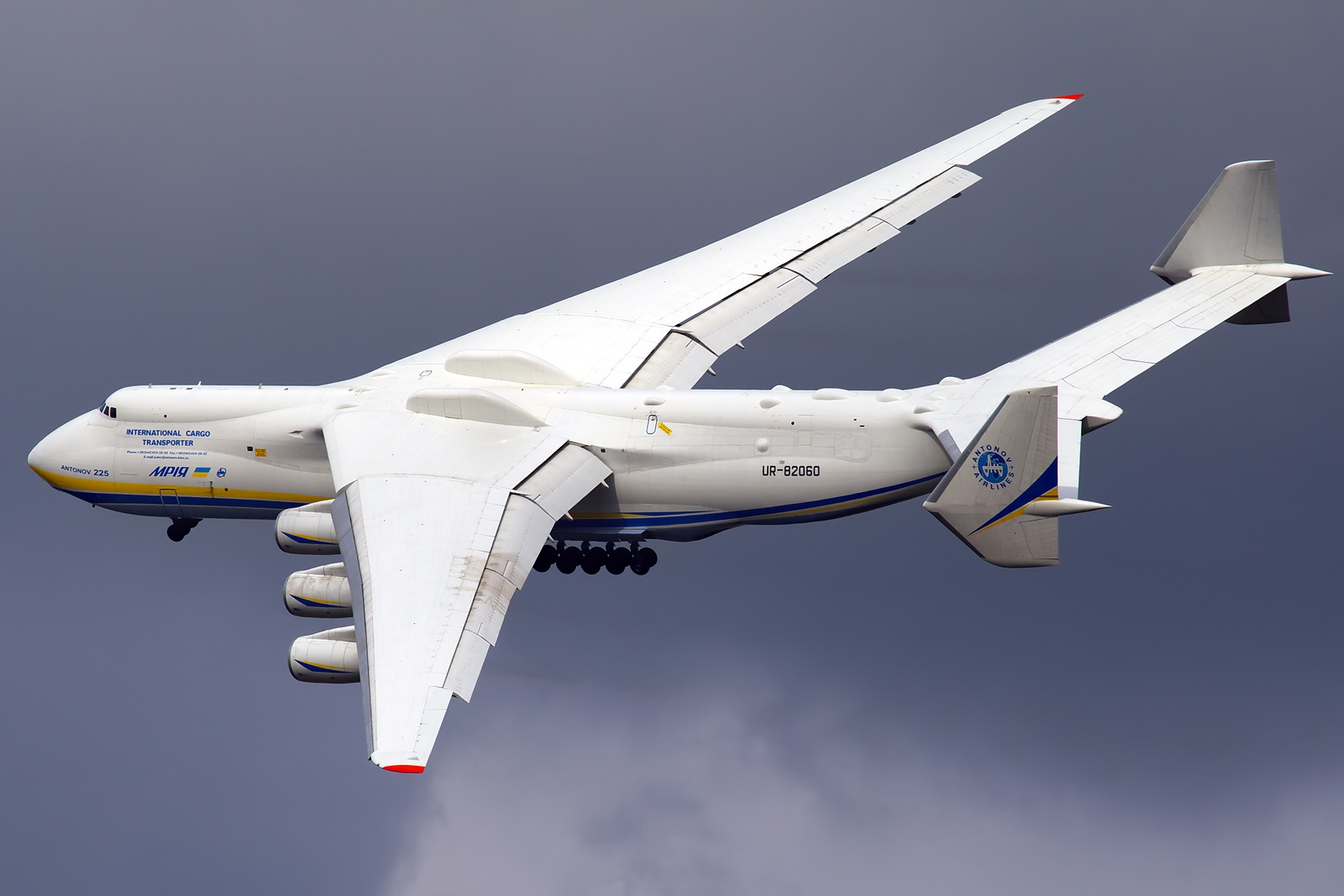
Antonow An-225 der Antonov Airlines, 2010

Darüber hinaus setzte Antonov Airlines in der Vergangenheit noch folgende Flugzeugtypen ein:
- Antonow An-8
- Antonow An-10
- Antonow An-22
- Antonow An-26
- Antonow An-32
- Antonow An-225
- Iljuschin Il-76
- Jakowlew Jak-40

## Zwischenfälle
Antonov Airlines verzeichnete in ihrer Geschichte fünf Zwischenfälle:

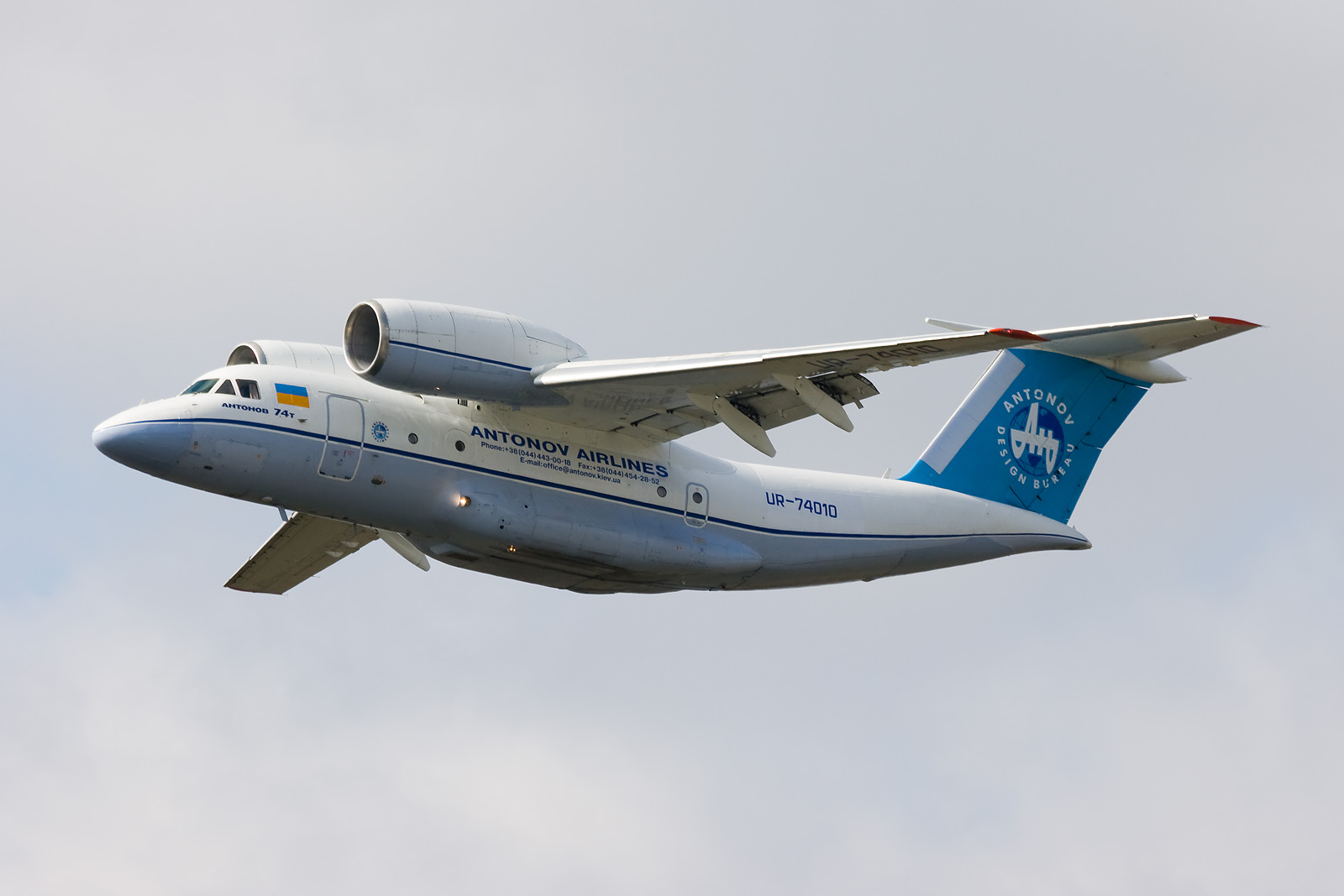
Antonow An-74 der Antonov Airlines, 2008, baugleich mit der 1991 verunglückten

- Am 16. September 1991 verunglückte eine Antonow An-74 (Luftfahrzeugkennzeichen СССР-74002) beim Start vom Flugplatz Lensk unterwegs zum Flughafen Omsk. Das Flugzeug war überladen und stürzte 4 km später ab. Die sechs Besatzungsmitglieder und sieben Passagiere kamen dabei ums Leben (siehe auch Flugunfall einer Antonow An-74 bei Lensk 1991).[10]

- Am 13. Oktober 1992 verunglückte der zweite Prototyp der Antonow An-124 (Kennzeichen СССР-82002) auf einem Testflug vom Flughafen Kiew-Hostomel wegen eines Vogelschlags. Eines der neun Besatzungsmitglieder konnte sich retten, die restlichen kamen ums Leben (siehe auch Flugunfall einer Antonow An-124 in der Ukraine 1992).[11]

- Am 6. Juli 1994 verunglückte ein Antonow An-32P-Löschflugzeug (Kennzeichen UR-48018), welches vom Flughafen Valencia eingesetzt wurde. Fünf der sechs Personen an Bord kamen dabei ums Leben.[12]

- Am 10. Februar 1995 verunglückte der Prototyp der Antonow An-70 auf einem Testflug vom Flughafen Kiew-Hostomel aus. Das Flugzeug kollidierte mit seinem Begleitflugzeug, einer Antonow An-72, und stürzte ab. Alle sieben Besatzungsmitglieder kamen dabei ums Leben.[13]

- Am 5. September 2004 verunglückte eine Antonow An-12 (Kennzeichen UR-11765), als sie über die Start- und Landebahn schoss.[14]

- Am 27. Februar 2022 wurde die einzige flugfähige Antonow An-225 der Antonov Airlines (UR-82060) beim russischen Überfall auf die Ukraine auf ihrer Heimatbasis Hostomel in der Ukraine zerstört.[15]